# Liers
Liers (Waals: Liesse) is een plaats en deelgemeente in de Belgische provincie Luik. Liers maakt sinds de grote gemeentelijke herindeling van 1977 deel uit van de gemeente Herstal. De plaats ligt ongeveer 20 kilometer ten zuidwesten van Maastricht.

## Demografische ontwikkeling
- Bronnen:NIS, Opm:1831 tot en met 1970=volkstellingen, 1976= inwoneraantal op 31 december

## Natuur en landschap
Liers ligt aan de Chaussée Brunehaut, die van Tongeren naar Herstal voert. Liers ligt in Droog-Haspengouw op een hoogte van ongeveer 150 meter. Liers ligt aan de rand van de Luikse agglomeratie. In het oosten ligt de A13 met direct ten oosten daarvan een groot bedrijventerrein. In het noorden loopt Spoorlijn 34 met daaraan Station Liers gelegen. De omgeving van Liers is nog landelijk.

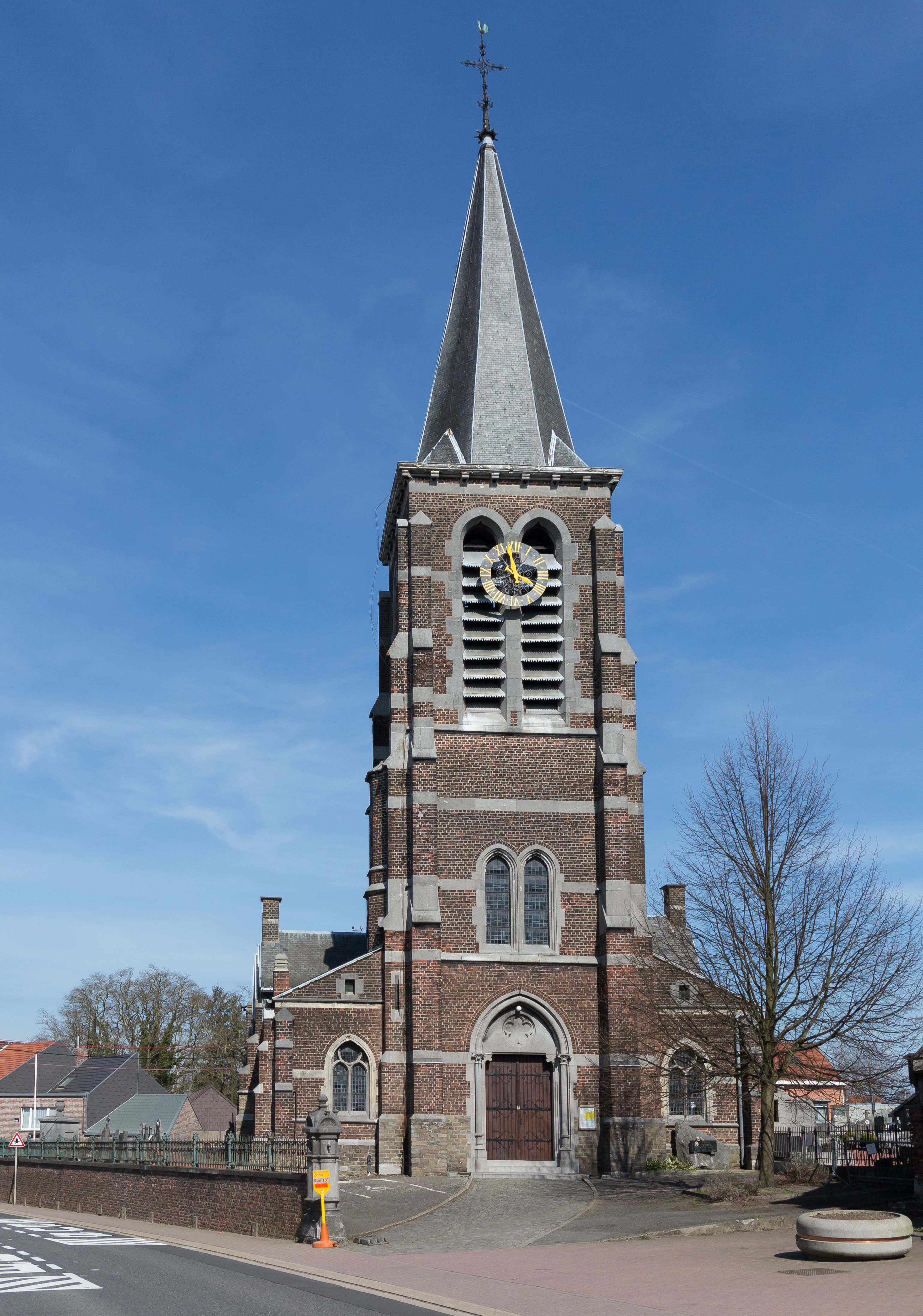
Liers, de Sint-Remigiuskerk
Luister naar de klokken van Liers

## Bezienswaardigheden
- Ten noordwesten van Liers ligt Fort Liers dat deel uitmaakt van de fortengordel rond de stad Luik.
- De Sint-Remigiuskerk
- De beschermde feodale motte

## Nabijgelegen kernen
Fexhe-Slins, Villers-Saint-Siméon, Voroux-lez-Liers, Milmort